# Acanthicus adonis
Acanthicus adonis  (лат.) — вид лучепёрых рыб из семейства  кольчужных сомов, обитающий в Южной Америке. 

## Описание
Общая длина достигает 45—100 см. Голова умеренно большая, её верхняя часть покрыта крепкими и острыми одонтодами (кожаными зубчиками). В последних имеется острый киль на боковых пластинах. У самцов данные одонтоды больше и острее, чем у самок. На щеках присутствуют многочисленные тонкие одонтоды. Глаза небольшие. Ротовой аппарат  направлен вниз и устроен так, чтобы всасывать добычу. Туловище относительно стройное, покрыто шипиками. Все плавники большие, хорошо развитые. Спинной плавник широкий, довольно длинный, его первый луч сильно вытянут. Грудные плавники большие, жировой плавник отсутствует. У самцов первый луч грудного плавника утолщённый. Брюхо покрыто мелкими пластинками. Плавательный пузырь позволяет производить громкие звуки. Анальный плавник небольшой. Хвостовой плавник широкий, имеет длинные нитевидные выросты на обеих лопастях, создавая лирообразную форму у взрослых, половозрелых особей.
Окрас чёрный с коричневатым оттенком. Молодые особи чёрные, как уголь, с многочисленными пятнами белого или жёлтого цвета, покрывающими голову, туловище и плавники. С возрастом пятна исчезают, сначала на туловище. Взрослые особи сохраняют небольшую пятнистость на плавниках и нитевидных выростах. Известные сомы-альбиносы.

## Образ жизни
Это довольно агрессивная донная рыба. Днём прячется среди коряг, камней, обломков или в пещерах. Активна ночью. Питается мелкой рыбой, небольшими беспозвоночными, частично водорослями.
Продолжительность жизни достигает 15 лет.

## Размножение
Икру откладывает в укрытиях. В первый год молодые сомики достигают 15-17 см.

## Распространение
Обитает в бассейнах рек Амазонка и Токантинс в пределах Перу и Бразилии.